# Municipio de Conkling
El municipio de Conkling (en inglés: Conkling Township) es un municipio ubicado en el condado de Pawnee en el estado estadounidense de Kansas. En el año 2010 tenía una población de 30 habitantes y una densidad poblacional de 0,32 personas por km².

## Geografía
El municipio de Conkling se encuentra ubicado en las coordenadas 38°18′45″N 99°18′58″O / 38.31250, -99.31611. Según la Oficina del Censo de los Estados Unidos, el municipio tiene una superficie total de 94.13 km², de la cual 94,06 km² corresponden a tierra firme y (0,07 %) 0,07 km² es agua.

## Demografía
Según el censo de 2010, había 30 personas residiendo en el municipio de Conkling. La densidad de población era de 0,32 hab./km². De los 30 habitantes, el municipio de Conkling estaba compuesto por el 93,33 % blancos y el 6,67 % eran de una mezcla de razas. Del total de la población el 0 % eran hispanos o latinos de cualquier raza.